# Resolució 447 del Consell de Seguretat de les Nacions Unides
La Resolució 447 del Consell de Seguretat de les Nacions Unides, aprovada el 28 de març de 1979 després d'escoltar les representacions de la República Popular d'Angola i l'Organització Popular d'Àfrica del Sud-Oest (SWAPO), el Consell va recordar les resolucions  387 (1976) i 428 (1978) i condemnà Sud-àfrica per les seves incursions contínues en violació directa de les resolucions anteriors.
La Resolució 447 pretenia condemnar la repressió del poble de Namíbia per Sud-àfrica, l'apartheid i la militarització d'Àfrica del Sud-oest (Namíbia). El Consell va exigir Sud-àfrica respectar la integritat territorial d'aquests estats, i va elogiar Angola i altres estats fronterers pel seu suport del poble de Namíbia, demanant als altres estats que els proporcionessin assistència.
La resolució va acabar amb una petició al Secretari General que presentés un informe sobre la situació el 30 d'abril de 1979.
La Resolució del Consell 447 va ser adoptada per 12 vots a favor i cap en contra; França, el Regne Unit i els Estats Units es van abstenir.